# Beaulieu (Côte-d’Or)
Beaulieu település Franciaországban, Côte-d’Or megyében. Lakosainak száma 27 fő (2022. január 1.). Beaulieu Montmoyen, Rochefort-sur-Brévon, Essarois és Mauvilly községekkel határos.

## Népesség
A település népességének változása:
| Lakosok száma | 52   | 38   | 37   | 30   | 32   | 30   | 27   | 25   | 24   | 27   |
|               | 1968 | 1982 | 1990 | 2006 | 2013 | 2015 | 2017 | 2019 | 2020 | 2022 |